# Ищёрская
Ищёрская (чечен. Ищёрски) — станица в Наурском районе Чеченской Республики. Административный центр Ищёрского сельского поселения.

## География
Станица находится на Терско-Кумской низменности, на левом берегу реки Терек. Станица расположена в 15 км западнее районного центра станицы Наурской, в 4 км от административной границы Чеченской Республики со Ставропольским краем.

## История
Точная дата основания Ищёрской неизвестна. Первое упоминание относится к 1771 году, когда была организована Моздокская казачья линия, в состав которой и вошла станица. В 1772 году в Ищёрской побывал Емельян Пугачёв, которого станичные казаки отправили в Москву с ходатайством о выделении денежного жалования и провианта, однако уже на посту в Моздоке Пугачёв был задержан (впоследствии ему удалось сбежать из-под стражи).
По состоянию на 1926 год станица Ищёрская относилась к Ищёрскому сельсовету Наурского района Терского округа Северо-Кавказского края. Согласно переписи населения 1926 года, в станице проживало 4312 человек, из них великороссов — 3255.

## Достопримечательности
11 декабря 1942 года 223-я стрелковая дивизия овладела станицей Ищерской.
В 2010 году в Ищёрской после капитального ремонта был открыт православный храм в честь иконы Божией Матери «Всех Скорбящих Радость». Он был устроен в 1990-х годах в бывшем здании Дома быта. В ходе капремонта церковь получила купол с крестом. Богослужения проводит настоятель храма Рождества Христова станицы Наурской.

## Население
| 1926 | 1990  | 2002  | 2010  | 2021  |
| ---- | ----- | ----- | ----- | ----- |
| 4309 | ↗4639 | ↗4930 | ↘4808 | ↘4764 |

Национальный состав
Национальный состав населения станицы по данным Всероссийской переписи населения 2002 года:
| Народ    | Численность, чел. | Доля от всего населения, % |
| -------- | ----------------- | -------------------------- |
| чеченцы  | 3227              | 65,46 %                    |
| турки    | 803               | 16,29 %                    |
| русские  | 747               | 15,15 %                    |
| ингуши   | 22                | 0,45 %                     |
| украинцы | 20                | 0,41 %                     |
| другие   | 111               | 2,25 %                     |
| всего    | 4930              | 100,00 %                   |

Национальный состав населения станицы по данным Всероссийской переписи населения 2010 года:
| Народ   | Численность, чел. | Доля от всего населения, % |
| ------- | ----------------- | -------------------------- |
| чеченцы | 3482              | 72,42 %                    |
| турки   | 756               | 15,72 %                    |
| русские | 521               | 10,84 %                    |
| другие  | 49                | 1,02 %                     |
| всего   | 4808              | 100,00 %                   |

## Известные уроженцы
- Колесников, Иван Никифорович — генерал-майор, герой Первой мировой войны.
- Сафонов, Василий Ильич — дирижёр, пианист, директор Московской консерватории, сын И. И. Сафонова.
- Сафонов, Илья Иванович — казачий генерал, герой Кавказской войны.

## Транспорт
В станице расположены железнодорожная станция Ищёрская, мост через реку Терек, проходит автотрасса Моздок—Кизляр.

## Галерея

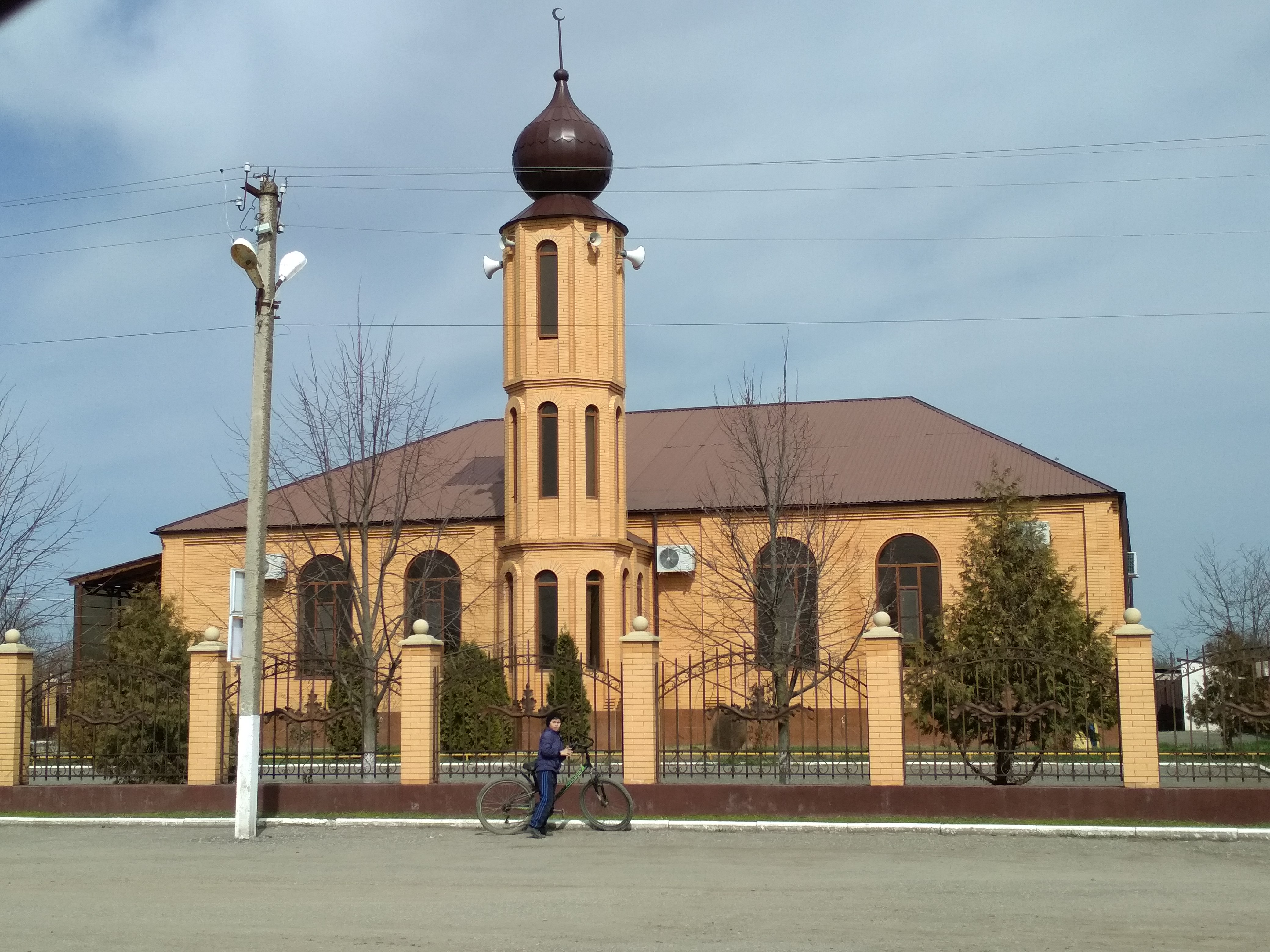
Сельская мечеть
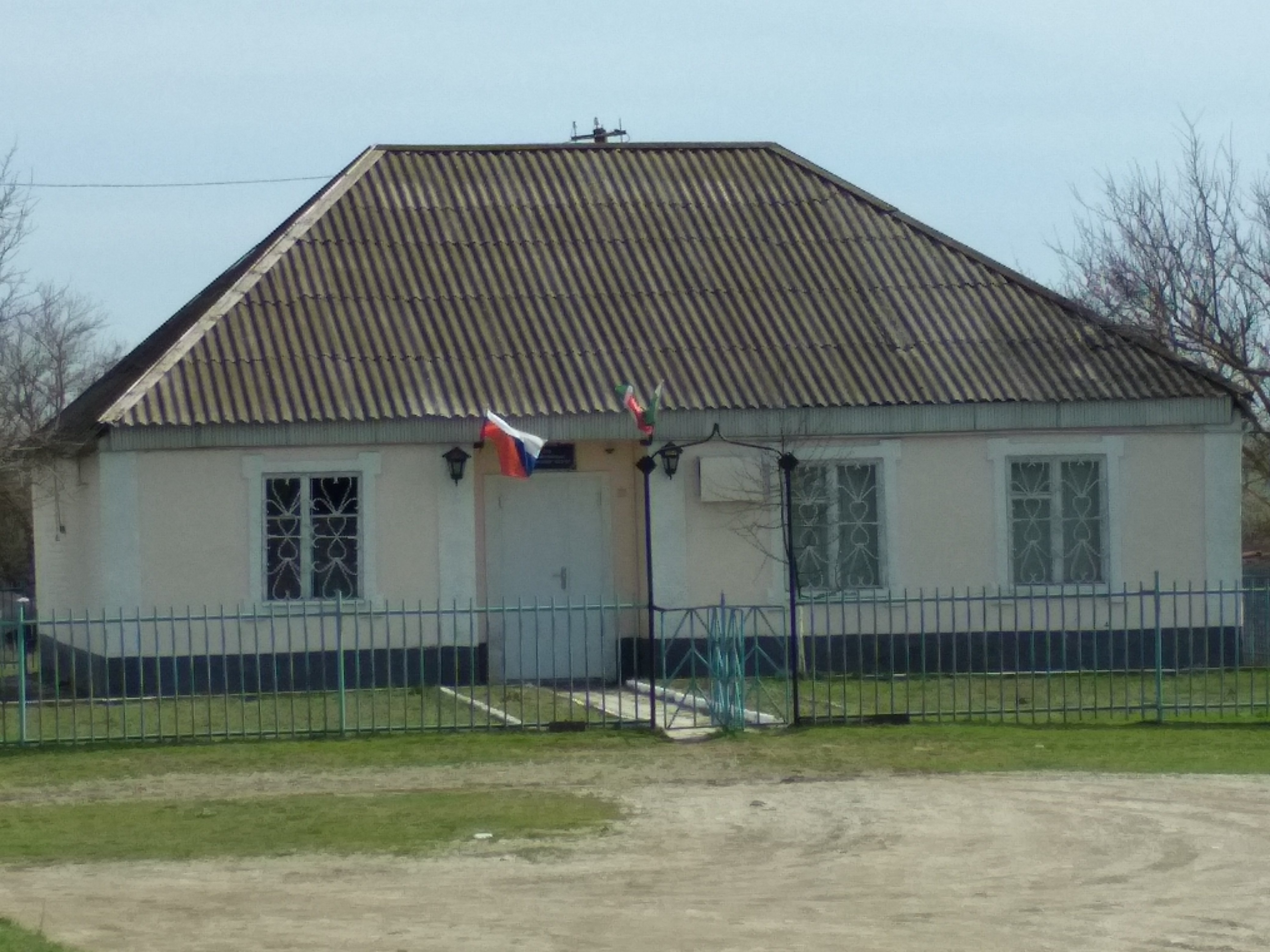
Администрация кирпичного завода
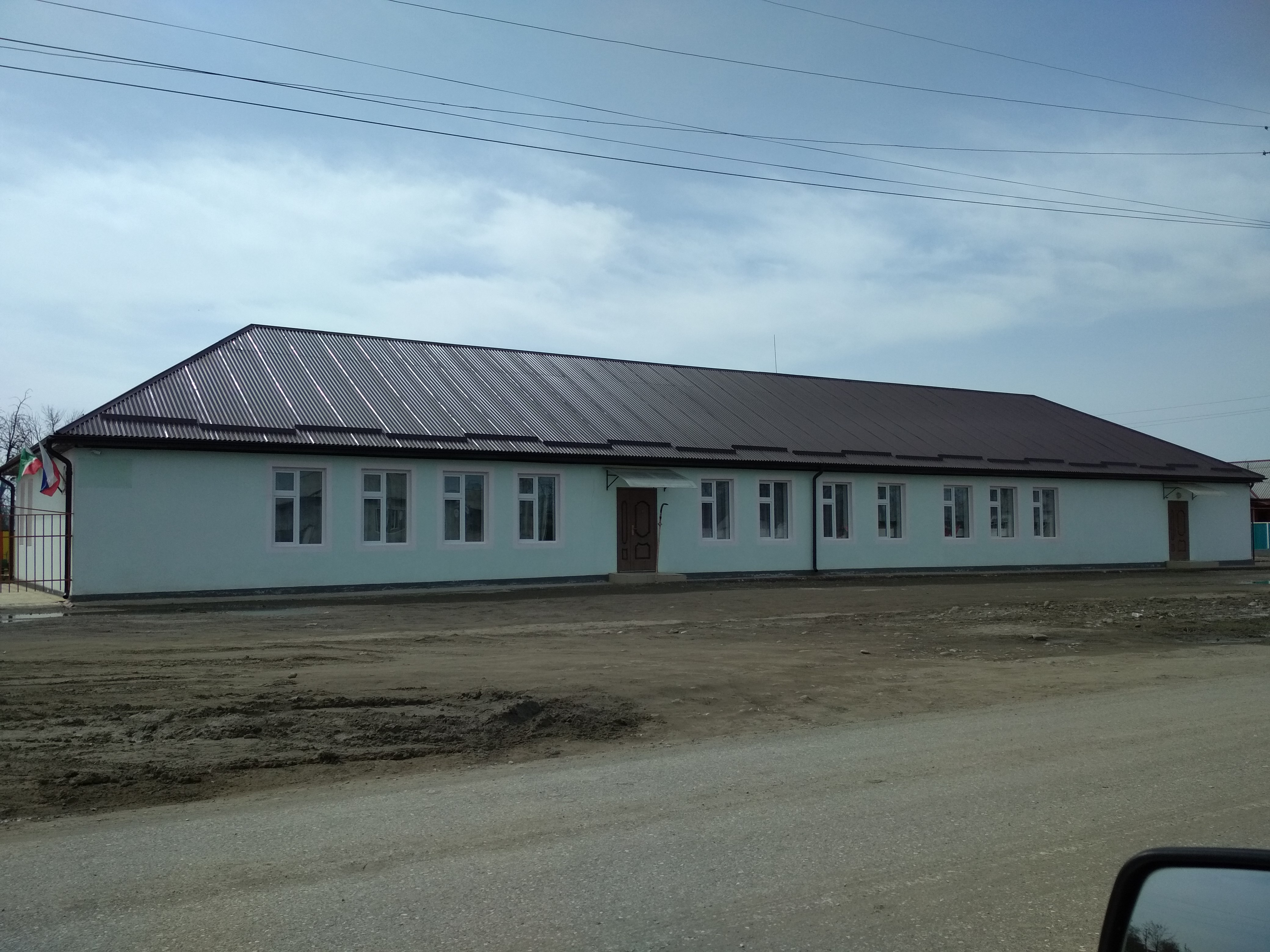
Детский сад
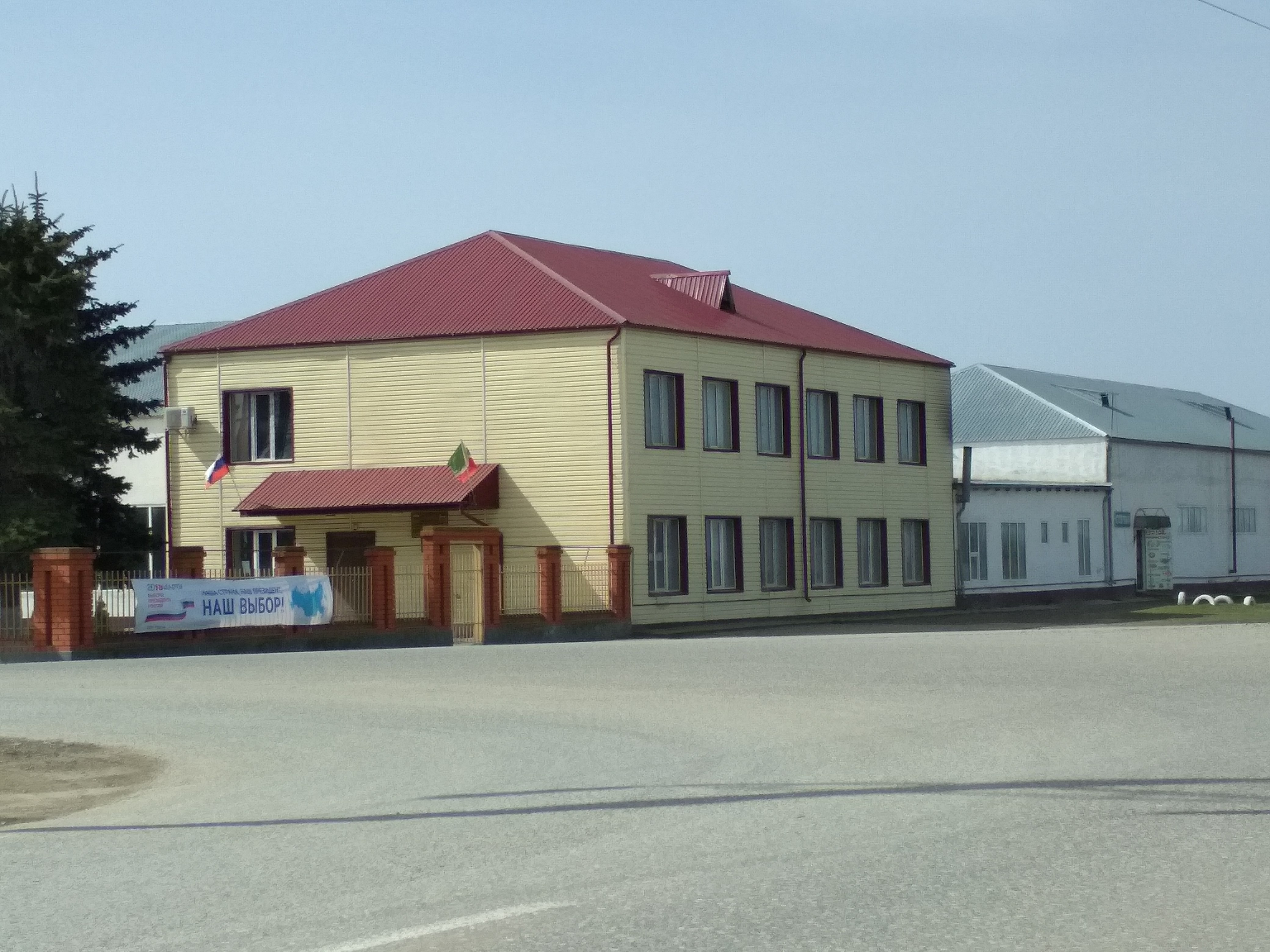
Дорожное управление Наурского района
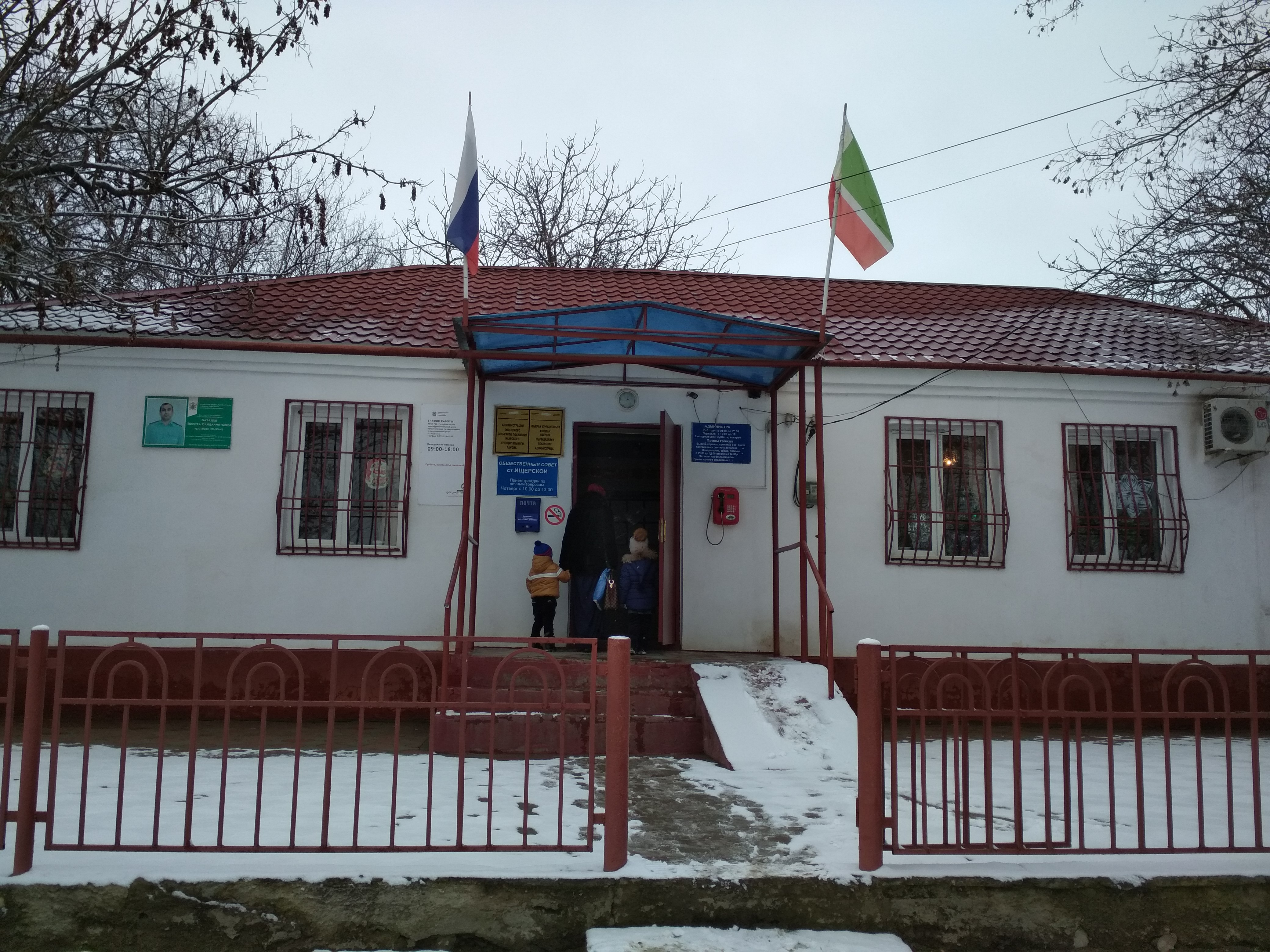
Администрация

## Топографические карты
- Лист карты K-38-7 Ищерская. Масштаб: 1 : 100 000. Состояние местности на 1972 год. Издание 1985 г.